# Namiot (herb szlachecki)
Namiot (Namiot I, Kisiel, Światołdycz, Świętołdycz) – polski herb szlachecki.

## Opis herbu

### Opis historyczny
Juliusz Ostrowski blazonuje herb następująco:

W polu czerwonem — namiot obozowy biały otwarty, z kapą w czarne i srebrne łuski, i z krzyżem złotym w kopule na gałce. Nad hełmem w koronie trzy wieże murowane czerwone z blankami, średnia wyższa.

Według Kaspra Niesieckiego:

Namiot obozowy biały otwarty, powinien być, na wierzchu jego kapa biała pstra, białymi, i czarnymi łuskami przetykana, na gałce krzyż złoty, pole tarczy czerwone, na hełmie trzy wieże z cegły, średnia między niemi większa, wszystkie z koronami.

### Opis współczesny
Opis skonstruowany współcześnie brzmi następująco:
Na tarczy w polu czerwonym otwarty namiot obozowy biały, z kapą w czarne i srebrne łuski, zwieńcza go w kopule na gałce krzyż złoty.
W klejnocie – nad hełmem w koronie – trzy ceglane, czerwone wieże z blankami.
Labry herbowe czerwone, podbite srebrem.

## Geneza
Według Juliusza Ostrowskiego, herbownymi Namiotu byli członkowie rusko-kijowskiej rodziny Kisiel z przydomkiem Dorohinicki. Ich przodkiem jest prawdopodobnie hetman kijowski Świętołdycz Kisiel (Światołdycz), któremu nadano herb oraz przydomek Kisiel w zamian za obronę Kijowa przed Pieczyngami w 1040 roku.
Herb znajduje się na nagrobku Adama Kisiela w Niskieniczach, w cerkwi pw. Zaśnięcia Matki Boskiej .

## Herbowni
Lista herbownych w artykule sporządzona została na podstawie wiarygodnych źródeł, zwłaszcza klasycznych i współczesnych herbarzy. Należy jednak zwrócić uwagę na częste zjawisko przypisywania rodom szlacheckim niewłaściwych herbów, szczególnie nasilone w czasie legitymacji szlachectwa przed zaborczymi heroldiami, co zostało następnie utrwalone w wydawanych kolejno herbarzach. Identyczność nazwiska nie musi oznaczać przynależności do danego rodu herbowego. Przynależność taką mogą bezspornie ustalić wyłącznie badania genealogiczne.
Pełna lista herbownych nie jest dziś możliwa do odtworzenia, także ze względu na zniszczenie i zaginięcie wielu akt i dokumentów w czasie II wojny światowej (m.in. w czasie powstania warszawskiego w 1944 spłonęło ponad 90% zasobu Archiwum Głównego w Warszawie, gdzie przechowywana była większość dokumentów staropolskich). Lista nazwisk znajdująca się w artykule pochodzi z Herbarza polskiego, Tadeusza Gajla (13 nazwisk ). Występowanie na liście nazwiska nie musi oznaczać, że konkretna rodzina pieczętowała się herbem Namiot. Często te same nazwiska są własnością wielu rodzin reprezentujących wszystkie stany dawnej Rzeczypospolitej, tj. chłopów, mieszczan, szlachtę. Jest to dotychczas najpełniejsza lista herbownych, uzupełniana ciągle przez autora przy kolejnych wydaniach Herbarza. Tadeusz Gajl wymienia następujące nazwiska uprawnionych do używania herbu Namiot :
|  | Dorohinicki, Dorohinicz, Drohinicz, Gościcki, Gościecki, Kisiel, Kisielew, Kisielewicz, Kisielewski, Kiślański, Kosił, Kosiłło, Lepiński. Tadeusz Gajl, Herbarz Polski |

### Znani herbowni
Źródła heraldyczne wskazują konkretne osoby, które nosiły herb Namiot. Wśród nich są m.in.:
- Mikołaj Kisiel – chorąży nowogrodzkosiewierski w latach 1635–1651.
- Maciej Kisiel – stolnik czernihowski w latach 1641–1647, brat stryjeczny Adama Kisiela.
- Aleksander Kisiel – podstoli czernihowski w latach 1641–1648, poseł na sejmy 1637 i 1641 roku.
- Adam Kisiel – wojewoda kijowski w latach 1649–1653 oraz wojewoda bracławski w latach 1648–1649.
- Mikołaj Kisiel – podkomorzy dorpacki w latach 1653–1656, podsędek witebski w 1653 roku, pisarz ziemski witebski w latach 1641–1650, pułkownik kozacki.
- Adam Kisiel – podkomorzy witebski, chorąży witebski w 1695 roku.
- Joazaf – metropolita kijowski w latach 1707–1718.

## Odmiany
| Odmiany herbu Namiot |

Namiot II 

W polu czerwonem — między dwiema gwiazdami — namiot biały otwarty z kapą w czarne i srebrne łuski i z krzyżem złotym na gałce w kopule. Nad hełmem w koronie trzy wieże blankowane czerwone. Labry czerwone podbite srebrem.

Namiot III 

Różni się od poprzedniego — trzema strusiemi piórami zamiast wież w hełmie.

## Galeria

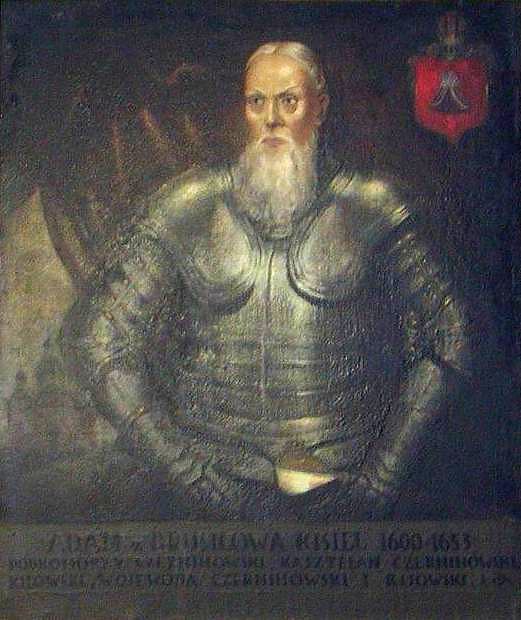
Adam Kisiel z herbem Namiot w tle